# بنك مركزي

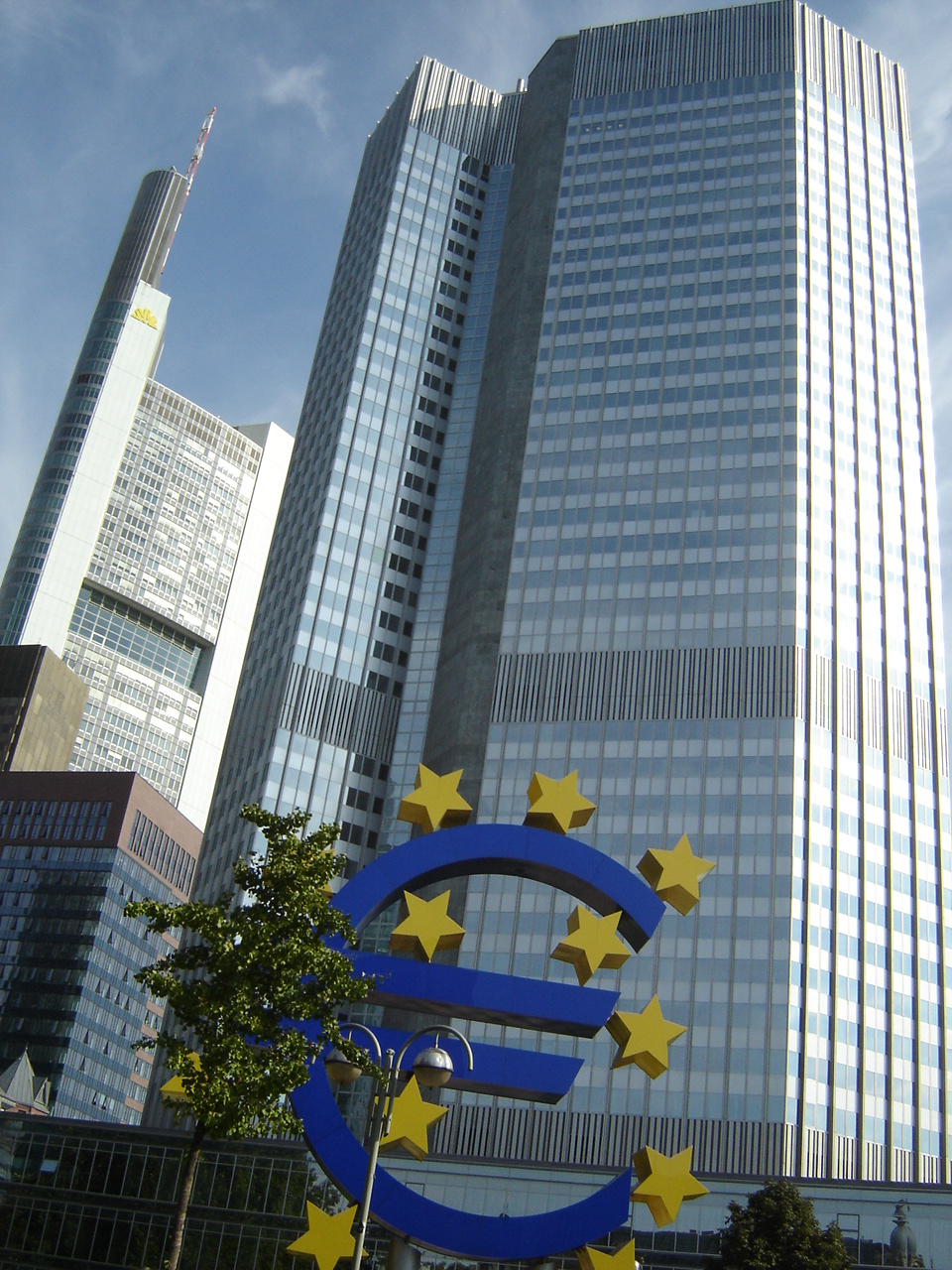
مقر البنك المركزي الأوروبي، فرانكفورت

المصرف المركزي أو البنك المركزي وهي المؤسسة المسؤولة عن مراقبة وتوجيه النظام المصرفي في الدولة (أو في مجموعة دول)، وتهدف عمومًا إلى الحفاظ على الاستقرار النقدي والمالي في الدولة والأسهام في تعزيز النمو الاقتصادي والسيطرة على التضخم وتخفيض البطالة. وتتعدد مهمات المصرف المركزي وتختلف من دولة لأخرى، ولكنها تشمل عادة مهام مثل: صياغة وتنفيذ السياسة النقدية للدولة وإصدار النقد (العملة الوطنية) ومراقبة الجهاز المصرفي وإدارة نظام المدفوعات وتنظيم الائتمان والإقراض وإدارة أحتياطي العملة الأجنبية والعمل كمصرف للحكومة وللمصارف التجارية العاملة في البلد وتحديد الحد الأدنى لسعر الفائدة، مما يؤثر بدوره على السلوك الاستهلاكي والاستثماري للفرد والمجتمع. يندرج تحت البنك المركزي: بنك الإصدار، بنك الحكومة وبنك البنوك.
بجانب إدارته وسيطرته على القطاع المصرفي في أي دولة، حيث يعد بنك البنوك، فإن البنك المركزي هو الإدارة الرئيسية في الدولة لتحديد وإدارة السياسة النقدية بما يسهم في مساعدة الاقتصاد على تحقيق التوازن المطلوب وتلبية الأهداف الاقتصادية التي تتطلع لها الدولة. ترتبط فكرة البنوك المركزية بالتوسع في الاعتماد على الاقتراض لتمويل التجارة والمبادلات التجارية والتوسع في النقد خارج نطاق أن يُغَطَّى بالمعادن الثمينة مثل الذهب والفضة.
تأسس أول البنوك المركزية في العالم عام 1609 في مدينة أمستردام، حيث كانت هولندا تمثل في ذلك الوقت إحدى أقوى الدول في مجال التجارة عبر البحار.
يعد البنك المركزي من الناحية القانونية مؤسسة مستقلة لا تتبع الحكومة على الرغم من وجود علاقة وثيقة بين عمله وعمل الحكومة كسلطة تنفيذية، إلا أن تبعيته للحكومة يمكن أن تؤدي إلى انتهاجه سياسات نقدية لمساعدة الحكومة على حل بعض المشكلات الاقتصادية الطارئة على حساب التوازن النقدي يرتبط بمصالح المواطنين وقيمة أموالههم ومدخراتهم، الأمر الذي يشكل أحياناً أسباباً للتنازع بين الحكومات والبنوك المركزية حول بعض الأمور، والأصل أن يكون البنك المركزي أحد مؤسسات الدولة التي لا تخضع للتوجهات حكومية مؤقتة إلا إذا كانت مستندة على أساس تشريعي وقانوني من السلطة التشريعية.
بالنسبة للقطاع المصرفي، يقوم البنك المركزي بالرقابة على أعمال البنوك والتأكد من أنها تقوم بإقراض الأموال المتوفرة لديها واستثمارها بطريقة لا تضر بأموال المودعين وضمن السياسات التي تتبع إجراءات التحوّط والحذر. والبنك المركزي هو الذي يصدر تراخيص البنوك ويمكنه أن يسحب هذه التراخيص أو يوقع عقوبات على البنوك المخالفة.

## نشاطات ومسؤوليات المصارف المركزية
قد تشمل مهام المصرف المركزي ما يلي:
- تنفيذ السياسات النقدية.
- تحديد معدل الفائدة الرسمي المستخدم لإدارة كل من التضخم وسعر الصرف في البلد، وضمان سريان هذا المعدل عبر مجموعة متنوعة من الآليات.
- تحكّم عام المعروض النقدي في البلاد.

```
مصرفي الحكومة ومصرف المصرفيين
 («
مقرض الملاذ الأخير
»).
```

- إدارة النقد الأجنبي للدولة واحتياطيات الذهب والسندات الحكومية
- تنظيم الصناعة المصرفية والإشراف عليها.

## السياسة النقدية
تطبق المصارف المركزية السياسات النقدية التي تضعها الحكومات للتغلب على حالات التضخم والركود.

### إصدار العملة
على المستوى الأساسي، تتضمن السياسة النقدية تحديد شكل العملة التي قد تمتلكها الدولة، سواء كانت عملة ورقية أو عملة مدعومة بالذهب (غير مسموح بها للدول الأعضاء في صندوق النقد الدولي) أو مجلس العملات أو اتحاد العملات. عندما يكون لبلد ما عملته الوطنية الخاصة به، فإن هذا ينطوي على إصدار أحد أشكال العملة الموحدة، والتي هي في الأساس شكل من أشكال الكمبيالات (أوراق الدفع): وعد بتبديل الكمبيالة أو الورقة مقابل «المال» في ظروف معينة. كان هذا يعتبر تاريخيًا في كثير من الأحيان وعدًا باستبدال الأموال بالمعادن الثمينة بسعر ثابت. أما الآن، فعندما تكون العديد من العملات نقدية، تكون الكمبيالة وعدًا بقبول تلك العملة لدفع الضرائب.
يجوز للمصرف المركزي استخدام عملة بلد آخر إما بشكل مباشر ضمن اتحاد نقدي، أو بشكل غير مباشر في مجلس للنقد. في الحالة الأخيرة، وإذا أخذنا المصرف المركزي لبلغاريا وهونغ كونغ ولاتفيا (حتى عام 2014) مثالًا، تدعم احتياطيات المصرف المركزي بالعملات الأجنبية سعر الصرف الثابت للعملة المحلية. على غرار المصارف التجارية، تحتفظ المصارف المركزية بالأصول (السندات الحكومية والعملات الأجنبية والذهب والأصول المالية الأخرى) وعلى عاتقها التزامات واستحقاقات (دفعات مستحقة). تنشئ المصارف المركزية الأموال عن طريق إصدار أوراق نقدية بدون فوائد وبيعها للجمهور (الحكومة) مقابل أصول مثل السندات الحكومية. عندما يرغب المصرف المركزي بشراء سندات أكثر مما توفره حكومته الوطنية، يحق له شراء سندات أو أصول خاصة بعملات أجنبية.
يحوّل المصرف المركزي الأوروبي إيرادات فوائده للمصارف المركزية في الدول الأعضاء في الاتحاد الأوروبي. يحول الاحتياطي الفيدرالي الأمريكي جميع أرباحه إلى الخزانة الأمريكية. يشار إلى هذا الدخل، المستمد من سلطة إصدار العملة، برسوم سك العملة، وعادة ما يكون ملك الحكومة الوطنية. تسمى السلطة التي أقرتها الدولة لإنشاء العملة حق الإصدار. على مرّ التاريخ، كانت هناك خلافات حول هذه السلطة، لأن من يسيطر على إصدار العملة يسيطر على دخل رسوم سك العملة أو على الدخل الذي تحققه. قد يشير مصطلح «السياسة النقدية» بشكل أكثر تحديدًا إلى أهداف معدل الفائدة والتدابير الأخرى التي تتخذها السلطة النقدية.

### زيادة التوظيف (تخفيض البطالة)
البطالة الاحتكاكية هي الفترة الزمنية من البطالة التي يعيشها الشخص بين الوظائف ويمضيها بالانتقال من وظيفة لأخرى. تصنف البطالة التي تتجاوز البطالة الاحتكاكية على أنها بطالة غير مقصودة.
على سبيل المثال، تعتبر البطالة الهيكلية شكلًا من أشكال البطالة الناجمة عن عدم التوافق بين الطلب في سوق العمل وبين مهارات العمال الباحثين عن عمل. تهدف سياسة الاقتصاد الكلي عمومًا إلى الحد من البطالة غير المقصودة.

وصف كينز أي وظائف من شأنها أن تنشأ عن زيادة في السلع الأجرية (أي انخفاض في الأجور الحقيقية) بأنها بطالة لا إرادية:
«يعتبر الرجال عاطلين عن العمل بشكل لا إرادي إذا، في حالة ارتفاع طفيف في أسعار السلع الأجرية نسبيًا مقابل الأجر الاسمي، فإن كل من العرض الكلي لليد العاملة الراغبة في العمل مقابل الأجر الاسمي الحالي، والطلب الكلي عليه في ذلك الوقت، سيكونان أكبر من حجم التوظيف الحالي.»
- جون ماينارد كينز، النظرية العامة للتوظيف والفائدة والمال صفحة 11

### استقرار الأسعار
يعرّف التضخم إما على أنه انخفاض قيمة العملة أو ارتفاع في الأسعار بالنسبة للعملة.
بما أن التضخم يخفض قيمة الأجور الحقيقية، فإن الكينزيون ينظرون إليه على أنه الحل للبطالة غير الطوعية. لكن التضخم «غير المتوقع» يؤدي إلى خسائر يتكبدها المقرضون، لأن سعر الفائدة الحقيقي سيكون أقل من المتوقع، وبالتالي، فإن السياسة النقدية الكينزية تهدف إلى تحقيق معدل تضخم ثابت. يجادل منشور من المدرسة النمساوية بعنوان «قضية ضد الاحتياطي الفيدرالي»، بأن جهود المصارف المركزية للسيطرة على التضخم كانت ذات نتائج عكسية.

### النمو الاقتصادي
يمكن تعزيز النمو الاقتصادي من خلال الاستثمار في رأس المال، مثل شراء آلات أكثر أو أخرى أفضل. يشير سعر الفائدة المنخفض إلى أنه يمكن للشركات اقتراض الأموال للاستثمار في رأس المال ودفع فائدة أقل مقابل ذلك. لذلك يعتبر تخفيض الفائدة تشجيعًا للنمو الاقتصادي وغالبًا ما يُستخدم للتخفيف من وقع انخفاض النمو الاقتصادي. من ناحية أخرى، غالبًا ما يُستخدم رفع سعر الفائدة في أوقات النمو الاقتصادي المرتفع كوسيلة معاكسة للدورات الاقتصادية لمنع الاقتصاد من التضخم وتجنب فقاعات السوق.
الأهداف الأخرى للسياسة النقدية هي استقرار كل من أسعار الفائدة والسوق المالية وسوق الصرف الأجنبي. غالبًا ما لا نفشل بفصل الأهداف عن بعضها البعض وغالبا ما تتعارض هذه الأهداف، لذلك يجب موازنة التكاليف ودراستها بعناية قبل تنفيذ السياسة.

## إحصائيات
تشتري المصارف المركزية مجتمعة أقل من 500 طن من الذهب كل عام كمعدل وسطي، من الإنتاج العالمي الذي يبلغ 2500 طن إلى 3000 طن سنويًا. في عام 2018، احتفظت المصارف المركزية مجتمعة بأكثر من 33000 طن متري من الذهب، أي ما يمثل خمس إجمالي الذهب المستخرج على الإطلاق تقريبًا، وذلك بحسب بلومبيرغ نيوز.
في عام 2016، تحكّمت أربعة مراكز في الصين والولايات المتحدة واليابان ومنطقة اليورو في 75% من أصول المصارف المركزية في العالم. هذا وتمثل المصارف المركزية للبرازيل وسويسرا والمملكة العربية السعودية والمملكة المتحدة والهند وروسيا متوسط 2.5%. أما المصارف المركزية الـ107 المتبقية فتحتفظ بأقل من 13 في المائة. بحسب البيانات التي جمعتها بلومبرج نيوز، تمتلك أكبر 10 مصارف مركزية أصولًا بقيمة 21.4 تريليون دولار أمريكي، بزيادة 10 بالمئة عما امتلكته عام 2015.